# Тропічна геометрія

Тропічна пряма на площині

Тропічна геометрія — область в математиці, що з'явилася в 2000-ні, початково виникла в інформатиці, і пов'язана з алгебричною та симплектичною геометрією. Досліджувані в ній об'єкти є границею образів амеб звичайних алгебричних многовидів при виродженні останніх.
Назва «тропічна» віддає честь бразильській школі — піонерським роботам бразильського математика Імре Сімона, який досліджував тропічне напівкільце у зв'язку з питаннями інформатики та теорії оптимізації.

## Основні поняття
- Тропічне напівкільце (або тропічне напівполе) — множина дійсних чисел {\displaystyle \mathbb {R} }, оснащене операціями тропічного додавання {\displaystyle \oplus } і тропічного множення {\displaystyle \odot }

{\displaystyle x\oplus y=\max(x,y),\quad x\odot y=x+y.}
- Тропічний многочлен ступеня {\displaystyle d} на площині — кусково-афінна функція виду

{\displaystyle f(x,y)=\bigoplus _{i+j\leq d}\,a_{i,j}\odot x^{\odot i}\odot y^{\odot j}=\max _{i+j\leq d}(ix+jy+a_{i,j}).}
Аналогічно, тропічний многочлен в загальному випадку — кусково-афінна функція виду
{\displaystyle f(x_{1},\dots ,x_{n})=\bigoplus _{|J|\leq d}\,a_{J}\odot x^{\odot J}=\max _{|J|\leq d}\,(a_{J}+\sum _{i}J_{i}x_{i}).}
- Тропічна крива на площині, що відповідає даному тропічному многочлену {\displaystyle f} ступеня {\displaystyle d} — граф на площині, вершини і ребра (скінченні і нескінченні) якого утворюють множину точок негладкості функції {\displaystyle f}. Ребра цього графу вважаються оснащеними кратностями: ребро, що розділяє області лінійності, які відповідають набору ступенів {\displaystyle (i,j)} і {\displaystyle (i',j')}, оснащується кратністю, рівною найбільшому спільному дільнику різниць {\displaystyle i-i'} і {\displaystyle j-j'}.
- Зокрема, тропічна пряма є об'єднанням трьох променів, що виходять з деякої точки {\displaystyle (x_{0},y_{0})} і спрямовані вниз, вліво і вправо-вгору під 45 градусів. Тропічні прямі мають властивості, аналогічні властивостям звичайних прямих: через будь-які дві точки загального положення проходить рівно одна тропічна пряма, і дві тропічні прямі загального положення перетинаються в єдиній точці.